# Aelia Flacilla
Ælia Flavia Flacilla (ou Ælia Flavia Flaccilla) (morte vers 385/386), fut la première femme de l'empereur de Rome Théodose Ier.

## Biographie

### Origines et famille
Comme son futur époux, Ælia Flacilla est née en Espagne, probablement dans une famille noble d’origine romaine.
Ælia Flacilla est la sœur d'un consul de 382, Flavius Claudius Antonius ou plutôt Flavius Afranius Syagrius (d'après Christian Settipani, 1991). Elle a pour neveu, Nebridius, fils d'une sœur de Flacilla, qui épouse Salvina, une fille de Gildon.
Elle épouse Théodose vers 376, fils du général Théodose l'Ancien qui tombe en disgrâce et rentre avec son fils en Espagne, à Cauca, aujourd'hui Coca, une petite ville dans le Nord-Ouest de la province romaine de Gallaecia. Théodose l'Ancien est exécuté à Carthage pour des raisons inconnues  et en 379, l'empereur Gratien élève son fils, Théodose Ier à la dignité d'Auguste et lui confie la partie orientale de l'empire. Aelie Flacilla donne naissance à Arcadius vers 377 et Honorius en 384, et à Pulchérie morte en bas âge.

### Une impératrice d'une grande ferveur chrétienne
Ælia Flacilla fut couronnée Augusta en 379. Chrétienne convaincue, elle allait visiter les malades dans les hôtelleries des églises et leur donner à manger. Elle est proche de Grégoire de Nysse, souvent invité au palais impérial, qui fait l'oraison funèbre de sa fille, morte en 385 ou 386.
Connue et célébrée pour sa profonde piété chrétienne et sa générosité envers les pauvres, elle fut louée par saint Ambroise et Grégoire de Nysse, comme « pilier de l'église » et figure toujours parmi les saintes de la liturgie grecque. Elle soutient l'orthodoxie chrétienne du concile de Nicée avec une grande ferveur et elle est intervenue pour empêcher la rencontre de son époux avec Eunome, l'évêque de Cyzique, de la secte arienne des Anoméens, craignant que cette rencontre fasse changer son époux de camp.  
Ælia meurt peu après sa fille, en Thrace, à Scotumin, une station thermale dans laquelle elle s’était rendue pour y suivre une cure, vers 386. Enterrée à Constantinople, son oraison funèbre fut faite par Grégoire de Nysse, qui mentionne ses interventions auprès de son époux pour faire annuler des condamnations à mort. Selon le Chronicon Paschale, le Palatium Flaccillianum de Constantinople est nommé en son honneur. Une statue à son effigie est placée dans le Sénat byzantin.

## Numismatique
Augusta depuis 379, elle n'apparait qu'à partir de 383 sur les monnaies impériales orientales.
Sur la plupart des monnaies d'Ælia Flacilla, un grand chrisme (symbole chrétien primitif) est présent, soit à l'intérieur d'une guirlande, soit inscrit par la Victoire sur un bouclier ou sur une petite colonne.

## Sources et références
- Prosopography of the Later Roman Empire, vol. 2.

1. ↑  Selon le poème de Claudien, Laus Serenae.
2. ↑  Le mariage est noté dans la correspondance entre Jerôme et Salvina.
3. ↑  selon Théodoret.
4. ↑  « Grégoire de Nysse », sur www.gregoiredenysse.com (consulté le 27 juillet 14).
5. ↑  Fêtée le 14 septembre.
6. ↑  « Eloge funèbre de Flacille par Grégoire de Nysse », sur eucharistiemisericor.free.fr.
7. ↑  dans Prosopography of the Later Roman Empire.
8. ↑  Jean-Pierre Callu, « Pia Felix », Revue numismatique, 155e série, vol. 6,‎ 2000, p. 189-207 (lire en ligne).
9. ↑  Pierre Maraval, Théodose le Grand: Le pouvoir et la foi, Fayard, 2009 (ISBN 9782213654065, Pierre Maraval).